# Бихач (община)
Община Бихач (босн. и хорв. Opština Bihać, серб. Општина Бихаћ) — боснийская община в составе Федерации Боснии и Герцеговины, расположенная на западе Федерации. Административным центром является город Бихач.

## География
На западе община Бихач граничит с Хорватией (а именно, с общинами Дони-Лапац и Плитвичко-Езеро), на севере с боснийской общиной Цазин, на востоке с общинами Босанска-Крупа и Босански-Петровац, а на юге с общиной Дрвар.
На территории общины расположен национальный парк Уна площадью 19600 га.

## Население
По состоянию на 1991 год в общине Бихач проживали 70732 человека. По оценке на 2012 год, население общины составляет 61564 человека.
| Население общины Бихач |                 |                 |                 |
| Год переписи           | 1991            | 1981            | 1971            |
| Славяне-мусульмане     | 46737 (66,07 %) | 40041 (61,09 %) | 37325 (64,14 %) |
| Сербы                  | 12689 (17,93 %) | 11093 (16,92 %) | 12096 (20,78 %) |
| Хорваты                | 5580 (7,88 %)   | 5855 (8,93 %)   | 6824 (11,72 %)  |
| Югославы               | 4356 (6,15 %)   | 7364 (11,23 %)  | 1133 (1,94 %)   |
| Другие                 | 1370 (1,93 %)   | 1191 (1,81 %)   | 807 (1,38 %)    |
| Итого                  | 70732           | 65544           | 58185           |

В границах современной общины Бихач с учётом той части земель общины Дрвар, которые присоединены после Дейтонских соглашений 1995 года, национальный состав на 1991 год был следующим:
- Общее население: 72454 чел.
- Славяне-мусульмане: 46740 чел. (64,50 %)
- Сербы: 14391 (19,86 %)
- Хорваты: 5582 (7,70 %)
- Югославы: 4370 (6,03 %)
- Другие: 1371 (1,91 %)